# Алупы
Алупы (англ. Alupas, канн. ಆಲೂಪರು) — вассальная династия, правившая прибрежными регионами Карнатаки в период с середины V по начало XV века. В период с 200 до н. э. по 450 н. э. Алупы были суверенными правителями региона Алвакхеда. С усилением могущества Кадамбов в Банаваси, Алупы стали их вассалами. С изменением политической обстановки, Алупы становились вассалами Чалукьев, Хойсалов и позднее — Виджаянагарской империи. Их влияние над прибрежным регионом Карнатаки продолжалось более 1000 лет.